# 166

## Събития
- След успешно приключване на войната с Партската империя за контрол върху Армения, Луций Вер е удостоен с триумф (тържествено посрещане като висока награда за постижение в Древен Рим) и титлата Арменски.
- Марк Аврелий и Луций Вер получават титлата Pater Patriae (мн.ч. Patres Patriae) („Баща на Родината“)
- Започва война с германските племена, които нападат от север, пресичайки Дунав.
- Начало на понтификата на Св. Папа Сотер.